# رابطة جنوب آسيا للتعاون الاقليمي
رابطة جنوب آسيا للتعاون الإقليمي ( SAARC ) هي منظمة حكومية دولية إقليمية واتحاد جيوسياسي للدول في جنوب آسيا . والدول الأعضاء فيها هي أفغانستان وبنغلاديش وبوتان والهند وجزر المالديف ونيبال وباكستان وسريلانكا . تضم رابطة جنوب آسيا للتعاون الإقليمي 3٪ من مساحة العالم ، و 21٪ من سكان العالم ، و 4.21٪ (3.67 تريليون دولار أمريكي)  من الاقتصاد العالمي ، اعتبارًا من عام 2019.
تأسست الرابطة في دكا في 8 ديسمبر 1985. ويقع مقر أمانتها في كاتماندو بنيبال . تشجع المنظمة تنمية التكامل الاقتصادي والإقليمي . أطلقت منطقة التجارة الحرة لجنوب آسيا في عام 2006. تقيم رابطة جنوب آسيا للتعاون الإقليمي علاقات دبلوماسية دائمة في الأمم المتحدة بصفة مراقب وأقامت روابط مع كيانات متعددة الأطراف ، بما في ذلك الاتحاد الأوروبي .

## خلفية تاريخية
نوقشت فكرة التعاون بين دول جنوب آسيا في ثلاثة مؤتمرات: مؤتمر العلاقات الآسيوية الذي عقد في نيودلهي في أبريل 1947 ؛ مؤتمر باجيو في الفلبين في مايو 1950 ؛ ومؤتمر  كولومبو الذي عقد في سري لانكا في أبريل 1954.
في السنوات الأخيرة من سبعينيات القرن الماضي ، وافقت دول جنوب آسيا السبع التي شملت بنغلاديش وبوتان والهند وجزر المالديف ونيبال وباكستان وسريلانكا على إنشاء كتلة تجارية وتوفير منصة لشعوب الجنوب. آسيا للعمل معًا بروح الصداقة والثقة والتفاهم. وجه الرئيس ضياء الرحمن في وقت لاحق رسائل رسمية إلى زعماء دول جنوب آسيا ، قدم فيها رؤيته لمستقبل المنطقة والحجج المقنعة للمنطقة. خلال زيارته للهند في ديسمبر 1977 ، ناقش عبد الرحمن قضية التعاون الإقليمي مع رئيس الوزراء الهندي ، مورارجي ديساي . في الخطاب الافتتاحي أمام اللجنة الاستشارية لخطة كولومبو التي اجتمعت في كاتماندو أيضًا في عام 1977 ، وجه ملك نيبال بيريندرا دعوة للتعاون الإقليمي الوثيق بين دول جنوب آسيا في تقاسم مياه الأنهار.
بعد التدخل الاتحاد السوفياتي  في أفغانستان ،  تسارعت الجهود الرامية إلى إنشاء اتحاد عام 1979 وما نتج عنه من تدهور سريع في الوضع الأمني في جنوب آسيا. رداً على مؤتمري ضياء الرحمن وبيراندرا ، التقى مسؤولو وزارات خارجية الدول السبع لأول مرة في كولومبو في أبريل / نيسان 1981. تمت الموافقة على الاقتراح البنغلاديشي على الفور من قبل نيبال وسريلانكا وبوتان وجزر المالديف لكن الهند وباكستان كانا متشككين في البداية. كان القلق الهندي هو إشارة الاقتراح إلى المسائل الأمنية في جنوب آسيا وخشي من أن اقتراح الرحمن لإنشاء منظمة إقليمية قد يوفر فرصة للجيران الأصغر الجدد لإعادة تدويل جميع القضايا الثنائية والانضمام مع بعضهم البعض لتشكيل معارضة ضد الهند. . افترضت باكستان أنها قد تكون إستراتيجية هندية لتنظيم دول جنوب آسيا الأخرى ضد باكستان وضمان سوق إقليمي للمنتجات الهندية ، وبالتالي تعزيز وتقوية الهيمنة الاقتصادية للهند في المنطقة.
ومع ذلك ، بعد سلسلة من المشاورات الدبلوماسية التي ترأسها بنغلاديش بين ممثلي جنوب آسيا في الأمم المتحدة في مقر الأمم المتحدة في نيويورك ، من سبتمبر 1979 إلى 1980 ، تم الاتفاق على أن تقوم بنغلاديش بإعداد مسودة ورقة عمل للمناقشة بين وزراء الخارجية في دول جنوب آسيا. قام أمناء الخارجية في الدول السبع الداخلية مرة أخرى بتفويض لجنة جامعة في كولومبو في سبتمبر 1981 ، والتي حددت خمسة مجالات واسعة للتعاون الإقليمي. تمت إضافة مجالات جديدة للتعاون في السنوات التالية.
في المؤتمر الدولي الذي عقدته وزارة الخارجية في دكا في عام 1983 ، اعتمد وزراء خارجية البلدان السبعة إعلان التعاون الإقليمي لرابطة جنوب آسيا (SAARC) وأطلقوا رسميًا برنامج العمل المتكامل (IPA) في البداية في خمسة مجالات للتعاون متفق عليها وهي الزراعة؛ التنمية الريفية؛ الاتصالات ؛ علم الارصاد الجوية؛ وأنشطة الصحة والسكان.
رسميا ، تم تأسيس الاتحاد في دكا وأختيرت  كاتماندو مقر للأمانة العامة للاتحاد. عقدت القمة الأولى لرابطة جنوب آسيا للتعاون الإقليمي في دكا في 7-8 ديسمبر 1985 واستضافها رئيس بنغلاديش حسين إرشاد . وقد وقع الإعلان  ملك بوتان جيغمي سينجي وانجتشوك ، ورئيس باكستان ضياء الحق ، ورئيس وزراء الهند راجيف غاندي ، وملك نيبال بيرندرا شاه ، ورئيس سريلانكا جايواردين ، ورئيس جزر المالديف مومون غايوم .

## الأعضاء والمراقبون
البيانات الاقتصادية التالية تم الحصول عليها من صندوق النقد الدولي ، بتاريخ ديسمبر 2019 ، بالدولار الأمريكي .

### الأعضاء
| الدولة       | عدد السكان (2018) | الناتج المحلي الإجمالي الاسمي(بالمليون دولار أمريكي)2019 | الناتج المحلي الإجمالي (تعادل القوة الشرائية) (بالمليون دولار أمريكي) 2019 | الناتج المحلي الإجمالي للفرد | نمو الناتج المحلي الإجمالي (2018) | الصادرات(بالمليون دولار أمريكي) 2018 | الاستثمار الأجنبي المباشر (بالمليون دولار أمريكي) 2017 أو ما قبله | احتياطي النقد الأجنبي (بالمليون دولار أمريكي) 2020 أو ما قبله | ميزانية الدفاع (بالمليون دولار أمريكي) 2020 | نسبة المحصلين (فوق 15 سنة) | متوسط العمر المتوقع | السكان تحت خط الفقر | الالتحاق بالمدارس الابتدائية | الالتحاق بالمدارس الثانوية | السكان الذين يعانون من نقص التغذية (2015) | مؤشر التنمية البشرية | مؤشر الديمقراطية | مؤشر الإرهاب العالمي | مجموعة العشرين | بريكس | مبادرة خليج البنغال للتعاون التقني والاقتصادي المتعدد القطاعات | رابطة حافة المحيط الهندي | اتفاقية التجارة بين آسيا والمحيط الهادئ | مبادرة بنغلاديش وبوتان والهند ونيبال | التعاون الاقتصادي دون الاقليمي لجنوب آسيا | البنك الآسيوي للاستثمار في البنية التحتية | اتحاد المقاصة الآسيوي | بنك التنمية الآسيوي | البنك الدولي | أسلحة نووية |
| ------------ | ----------------- | -------------------------------------------------------- | -------------------------------------------------------------------------- | ---------------------------- | --------------------------------- | ------------------------------------ | ----------------------------------------------------------------- | ------------------------------------------------------------- | ------------------------------------------- | -------------------------- | ------------------- | ------------------- | ---------------------------- | -------------------------- | ----------------------------------------- | -------------------- | ---------------- | -------------------- | -------------- | ----- | -------------------------------------------------------------- | ------------------------ | --------------------------------------- | ------------------------------------ | ----------------------------------------- | ----------------------------------------- | --------------------- | ------------------- | ------------ | ----------- |
| أفغانستان    |                   | $18,734                                                  | $76,486                                                                    | $2,017                       | 2.3%                              | $784                                 | N/A                                                               | $7,800                                                        | $12,000                                     | 38.2%                      | 63.67               | 42%                 | N/A                          | 54%                        | 26.8%                                     | 0.498 (168)          | 2.97 (143)       | 9.233 (2)            | ✖              | ✖     | ✖                                                              | ✖                        | ✖                                       | ✖                                    | ✖                                         | ✖                                         | ✖                     | ✔                   | ✔            | ✖           |
| بنغلاديش     |                   | $317,465                                                 | $837,588                                                                   | $5,453                       | 8.1%                              | $40,905                              | $14,620                                                           | $36,140                                                       | $4,530                                      | 75.4%                      | 72.49               | 8.1%                | 98%                          | 54%                        | 16.4%                                     | 0.608 (136)          | 5.57 (88)        | 0 (124)              | ✖              | ✖     | ✔                                                              | ✔                        | ✔                                       | ✔                                    | ✔                                         | ✔                                         | ✔                     | ✔                   | ✔            | ✖           |
| بوتان        |                   | $2,842                                                   | $8,195                                                                     | $9,540                       | 6.4%                              | $580                                 | $186                                                              | $987                                                          | $25.1                                       | 59.5%                      | 70.20               | 12%                 | 91%                          | 78%                        | N/A                                       | 0.612 (134)          | 5.30 (94)        | 0.305 (107)          | ✖              | ✖     | ✔                                                              | ✖                        | ✖                                       | ✔                                    | ✔                                         | ✖                                         | ✔                     | ✔                   | ✔            | ✖           |
| الهند        |                   | $2,935,570                                               | $11,325,669                                                                | $7,874                       | 6.8%                              | $303,400                             | $367,500                                                          | $487,237                                                      | $60,580                                     | 83.4%                      | 68.56               | 21.2%               | 92%                          | 75%                        | 15.2%                                     | 0.640 (130)          | 7.23 (41)        | 4.222 (39)           | ✔              | ✔     | ✔                                                              | ✔                        | ✔                                       | ✔                                    | ✔                                         | ✔                                         | ✔                     | ✔                   | ✔            | ✔           |
| جزر المالديف |                   | $5,786                                                   | $8,667                                                                     | $21,760                      | 6.9%                              | $256                                 | $324                                                              | $722                                                          | $86.4                                       | 98.6%                      | 77.34               | 16%                 | N/A                          | N/A                        | 5.2%                                      | 0.717 (101)          | N/A              | N/A                  | ✖              | ✖     | ✖                                                              | ✖                        | ✖                                       | ✖                                    | ✔                                         | ✔                                         | ✔                     | ✔                   | ✔            | ✖           |
| نيبال        |                   | $29,813                                                  | $94,414                                                                    | $2,905                       | 6.2%                              | $819                                 | $103                                                              | $9,440                                                        | $213                                        | 64.7%                      | 70.25               | 6%                  | 98%                          | 67%                        | 7.8%                                      | 0.574 (149)          | 5.18 (97)        | 4.791 (32)           | ✖              | ✖     | ✔                                                              | ✖                        | ✖                                       | ✔                                    | ✔                                         | ✔                                         | ✔                     | ✔                   | ✔            | ✖           |
| باكستان      |                   | $284,214                                                 | $1,202,091                                                                 | $5,839                       | 3.3%                              | $21,940                              | $41,560                                                           | $12,784                                                       | $11,400                                     | 58%                        | 66.48               | 24.3%               | 72%                          | 34%                        | 22%                                       | 0.562 (150)          | 4.17 (112)       | 10 (1)               | ✖              | ✖     | ✖                                                              | ✖                        | ✖                                       | ✖                                    | ✖                                         | ✔                                         | ✔                     | ✔                   | ✔            | ✔           |
| سريلانكا     |                   | $86,556                                                  | $304,826                                                                   | $13,397                      | 3.0%                              | $10,930                              | N/A                                                               | $7,635                                                        | $2,500                                      | 93.2%                      | 75.28               | 6.7%                | 94%                          | 99%                        | 22%                                       | 0.770 (76)           | 6.19 (71)        | 4.077 (42)           | ✖              | ✖     | ✔                                                              | ✔                        | ✔                                       | ✖                                    | ✔                                         | ✔                                         | ✔                     | ✔                   | ✔            | ✖           |

الدول الأعضاء هي أفغانستان وبنغلاديش وبوتان والهند وجزر المالديف ونيبال وباكستان وسريلانكا .
تأسست الرابطة من قبل سبع دول في عام 1985. في عام 2005 ، بدأت أفغانستان في التفاوض بشأن انضمامها إلى رابطة جنوب آسيا للتعاون الإقليمي (SAARC) وتقدمت بطلب رسمي للحصول على العضوية في نفس العام. أثارت قضية انضمام أفغانستان إلى السارك قدرًا كبيرًا من النقاش في كل دولة عضو ، بما في ذلك المخاوف بشأن تعريف هوية جنوب آسيا  لأن أفغانستان تعتبر دولة في آسيا الوسطى ، في حين أنها غير مقبولة كدولة شرق أوسطية ، ولا كدولة في آسيا الوسطى ، أو كجزء من شبه القارة الهندية .
وفرضت الدول الأعضاء في رابطة جنوب آسيا للتعاون الإقليمي (SAARC) شرطا على أفغانستان وهو إجراء انتخابات عامة . أجريت الانتخابات الحيادية في أواخر عام 2005. على الرغم من التردد الأولي والمناقشات الداخلية ، انضمت أفغانستان إلى رابطة جنوب آسيا للتعاون الإقليمي باعتبارها الدولة العضو الثامنة في أبريل 2007.

### المراقبون
تشمل الدول التي تتمتع بوضع مراقب  أستراليا ،  الصين ، الاتحاد الأوروبي ، إيران ، اليابان ،  موريشيوس ،  ميانمار ، كوريا الجنوبية ، والولايات المتحدة .
في 2 آب / أغسطس 2006 ، وافق وزراء خارجية بلدان رابطة جنوب آسيا للتعاون الإقليمي من حيث المبدأ على منح صفة مراقب لثلاثة متقدمين ؛  الولايات المتحدة وكوريا الجنوبية (قدمت كلاهما طلبات في أبريل 2006) ،  بالإضافة إلى الاتحاد الأوروبي (طلب في يوليو 2006). في 4 مارس 2007 ، طلبت إيران صفة مراقب ،  تلتها موريشيوس بفترة وجيزة.

### أعضاء محتملون
وقد أعربت ميانمار عن اهتمامها بالارتقاء بوضعها من مراقب إلى عضو كامل العضوية في رابطة جنوب آسيا للتعاون الإقليمي. طلبت الصين الانضمام إلى رابطة جنوب آسيا للتعاون الإقليمي. تقدمت روسيا بطلب للحصول على عضوية صفة مراقب في سارك. تقدمت تركيا بطلب للحصول على عضوية مراقب في رابطة جنوب آسيا للتعاون الإقليمي في عام 2012. شاركت جنوب إفريقيا في الاجتماعات.

## الهيكلية

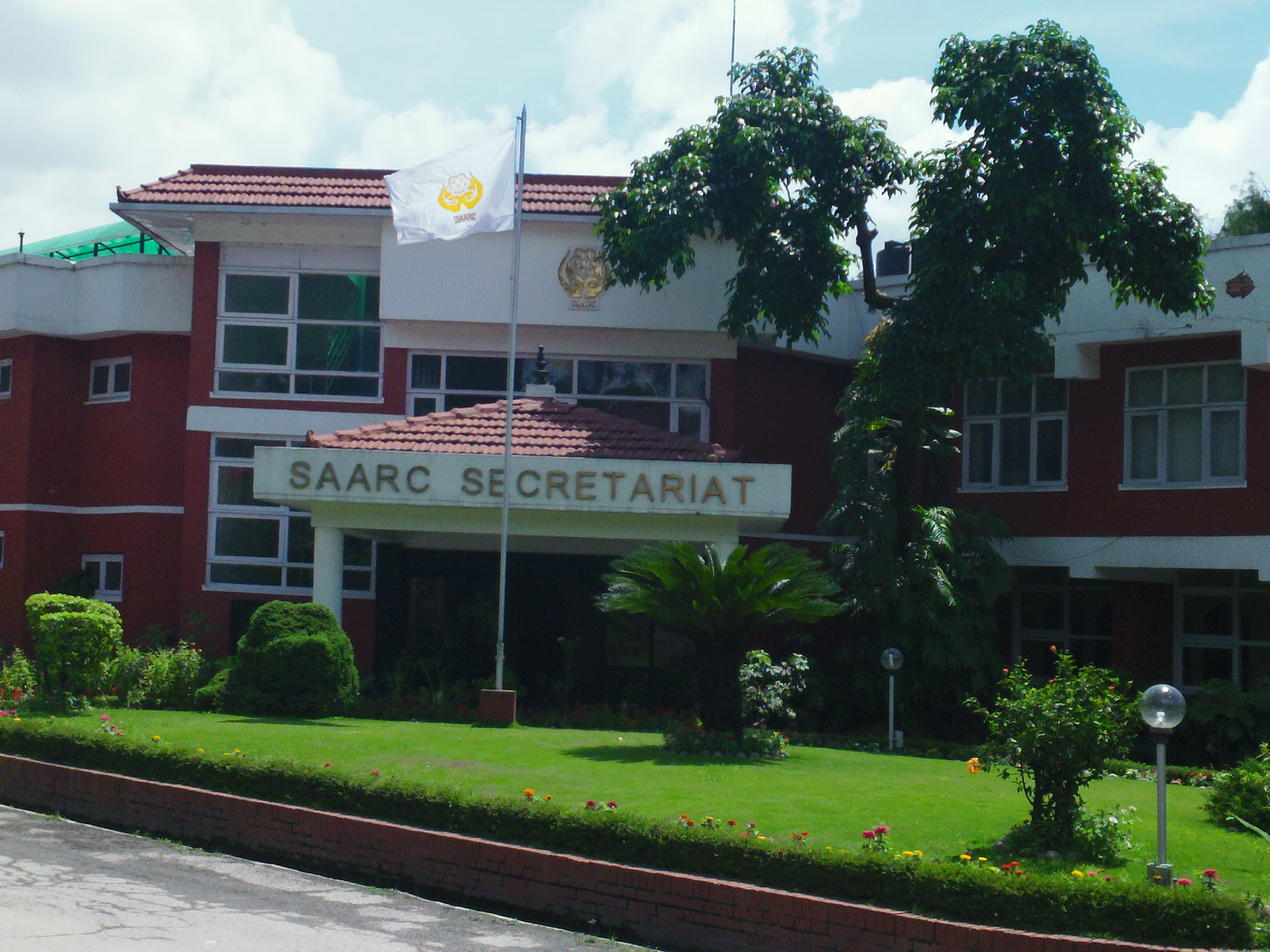
أمانة رابطة جنوب آسيا للتعاون الإقليمي في كاتماندو ، نيبال

تأسست أمانة رابطة جنوب آسيا للتعاون الإقليمي في كاتماندو في 16 يناير 1987 وافتتحها الملك الراحل بيرندرا بير بيكرام شاه ملك نيبال. وتتكون مما يلي:

### الهيئات المتخصصة
أنشأت الدول الأعضاء في رابطة جنوب آسيا للتعاون الإقليمي (SAARC) الهيئات المتخصصة التابعة للرابطة في الدول الأعضاء، والتي لها تفويضات وهياكل خاصة تختلف عن المراكز الإقليمية. تدار هذه الهيئات من قبل مجالس إدارتها المكونة من ممثلين من جميع الدول الأعضاء، وممثل معالي الأمين العام لرابطة جنوب آسيا للتعاون الإقليمي ووزارة الخارجية للحكومة المضيفة. يعمل رؤساء هذه الهيئات كأمين عضو لمجلس الإدارة الذي يقدم تقاريره إلى لجنة البرامج في رابطة جنوب آسيا للتعاون الإقليمي.
| الهيئة المتخصصة                             | المدينة    | الدولة   | الموقع الكتروني   |
| ------------------------------------------- | ---------- | -------- | ----------------- |
| مجلس التحكيم لجنوب آسيا (SARCO)             | اسلام آباد | باكستان  | www.sarco-sec.org |
| صندوق التنمية لجنوب آسيا (SDF)              | تيمفو      | بوتان    | www.sdfsec.org    |
| جامعة جنوب آسيا (SAU)                       | نيو دلهي   | الهند    | www.sau.int       |
| منظمة المعايير الإقليمية لجنوب آسيا (SARSO) | دكا        | بنغلاديش | www.sarso.org.bd  |

### المراكز الإقليمية
يتم دعم أمانة رابطة جنوب آسيا للتعاون الإقليمي من خلال المراكز الإقليمية المنشأة في الدول الأعضاء لتعزيز التعاون الإقليمي. تتم إدارة هذه المراكز من قبل مجالس إدارة تتألف من ممثلين من جميع الدول الأعضاء، والأمين العام لرابطة جنوب آسيا للتعاون الإقليمي ووزارة الخارجية  للحكومة المضيفة. يعمل مدير المركز كعضو سكرتير لمجلس الإدارة الذي يقدم تقاريره إلى لجنة البرامج. بعد 31 ديسمبر 2015 ، تم إيقاف 6 مراكز إقليمية بقرار جماعي  وهي: مركز أبحاث الأرصاد الجوية لجنوب آسيا  و مركز الغابات لجنوب آسيا و صندوق التنمية لجنوب آسيا مركز إدارة المنطقة الساحلية لجنوب آسيا ومركز المعلومات لجنوب آسيا  ومركز تنمية الموارد البشرية لجنوب آسيا .
| المركز الإقليمي                                                        | المدينة    | بلد          | موقع الكتروني |
| ---------------------------------------------------------------------- | ---------- | ------------ | ------------- |
| المركز الزراعي لجنوب آسيا (SAC)                                        | دكا        | بنغلاديش     | الموقع الرسمي |
| مركز أبحاث الأرصاد الجوية لجنوب آسيا (SMRC)                            | دكا        | بنغلاديش     |               |
| مركز الغابات لجنوب آسيا (SFC)                                          | تيمفو      | بوتان        |               |
| مركز التوثيق لجنوب آسيا (SDC)                                          | نيودلهي    | الهند        |               |
| مركز إدارة الكوارث لجنوب آسيا (SDMC)                                   | جانديناجار | الهند        | الموقع الرسمي |
| مركز إدارة المنطقة الساحلية لجنوب آسيا (SCZMC)                         | ماليه      | جزر المالديف |               |
| مركز المعلومات لجنوب آسيا (SIC)                                        | كاتماندو   | نيبال        |               |
| مركز مكافحة السل وفيروس نقص المناعة البشرية (الإيدز) لجنوب آسيا (STAC) | كاتماندو   | نيبال        | الموقع الرسمي |
| مركز تنمية الموارد البشرية لجنوب آسيا (SHRDC)                          | اسلام آباد | باكستان      |               |
| مركز الطاقة لجنوب آسيا (SEC)                                           | اسلام آباد | باكستان      | الموقع الرسمي |
| مركز سارك الثقافي (SCC)                                                | كولومبو    | سيريلانكا    | الموقع الرسمي |

#### مركز إدارة الكوارث لجنوب آسيا
تم إنشاء مركز إدارة الكوارث التابع لرابطة جنوب آسيا للتعاون الإقليمي (SDMC) في حرم معهد غوجارات لإدارة الكوارث (GIDM) ، غانديناغار ، غوجارات ، الهند. يوجد به ثماني دول أعضاء: أفغانستان وبنغلاديش وبوتان والهند وجزر المالديف ونيبال وباكستان وسريلانكا. وهو مكلف بمسؤولية خدمة الدول الأعضاء من خلال تقديم المشورة بشأن السياسات والدعم الفني بشأن تطوير النظام وخدمات بناء القدرات والتدريب على الإدارة الشاملة لمخاطر الكوارث في منطقة رابطة جنوب آسيا للتعاون الإقليمي. كما يسهل المركز تبادل المعلومات والخبرات من أجل الإدارة الفعالة والكفؤة لمخاطر الكوارث.

### الهيئات الرئيسية
لدى رابطة جنوب آسيا للتعاون الإقليمي (SAARC) ستة هيئات رئيسية،  وهي:
- غرفة التجارة والصناعة لجنوب آسيا (SCCI) ،
- رابطة جنوب آسيا للتعاون الإقليمي في القانون (SAARCLAW) ، [49]
- اتحاد جنوب آسيا للمحاسبين (SAFA) ،
- مؤسسة جنوب آسيا (SAF) ،
- مبادرة جنوب آسيا لإنهاء العنف ضد الأطفال (SAIEVAC) ،
- مؤسسة كتَّاب وأدباء جنوب آسيا (FOSWAL)

لدى رابطة جنوب آسيا للتعاون الإقليمي أيضًا حوالي 18 هيئة تابعة 

### النشيد الرسمي
لا تملك رابطة جنوب آسيا للتعاون الإقليمي نشيدًا رسميًا مثل بعض المنظمات الإقليمية الأخرى.

## مشاكل سياسية
كان السلام الدائم والازدهار في جنوب آسيا بعيد المنال بسبب الصراعات المختلفة الجارية في المنطقة. غالبًا ما يتم إجراء الحوار السياسي على هامش اجتماعات الرابطة التي امتنعت عن التدخل في الشؤون الداخلية للدول الأعضاء فيها. وخلال القمتين الثانية عشرة والثالثة عشرة للسارك ، تم التركيز بشدة على زيادة التعاون بين أعضاء السارك لمكافحة الإرهاب.
ألغيت القمة التاسعة عشرة للرابطة التي كان من المقرر عقدها في باكستان حيث قررت الهند وبنغلاديش وبوتان وأفغانستان مقاطعتها بسبب هجوم إرهابي على معسكر للجيش في أوري . كانت هذه هي المرة الأولى التي قاطعت فيها أربع دول قمة الرابطة ، مما أدى إلى إلغائها.

## منطقة التجارة الحرة في جنوب آسيا

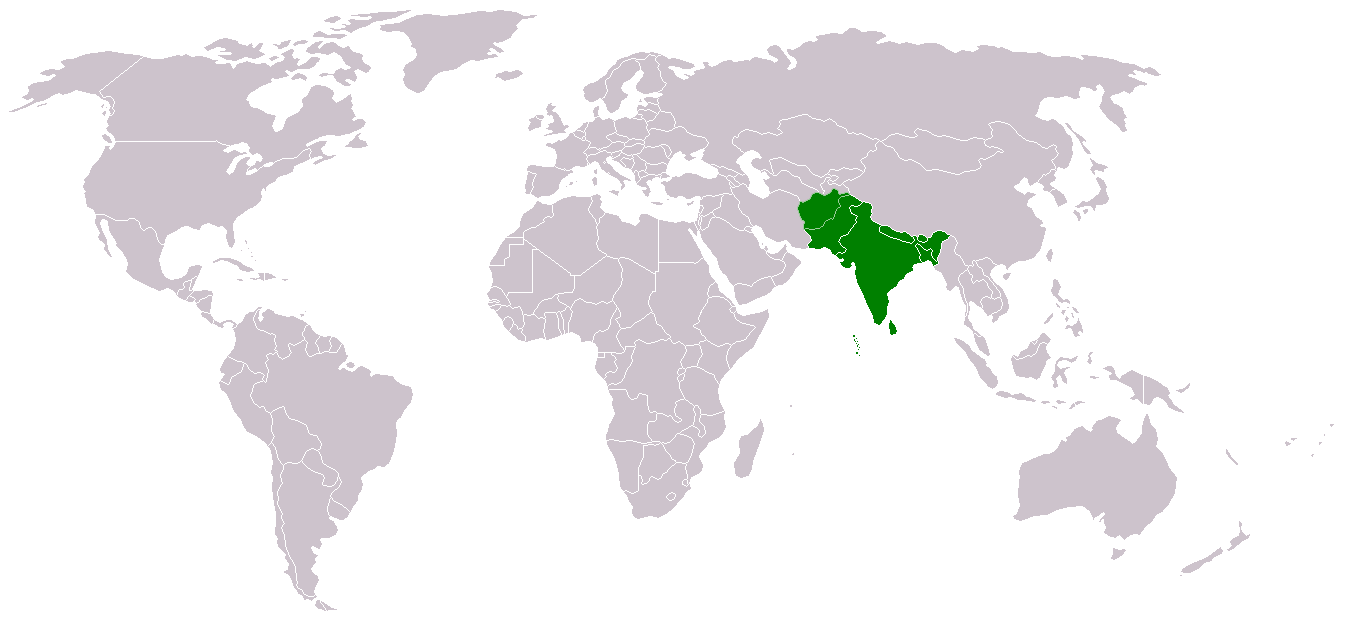
بلدان منطقة التجارة الحرة لجنوب آسيا

تم تصور منطقة التجارة الحرة في جنوب آسيا (سافتا) كخطوة أولى نحو الانتقال إلى منطقة للتجارة الحرة المؤدية لاحقًا نحو الاتحاد الجمركي والسوق المشتركة والاتحاد الاقتصادي. في عام 1995، اتفقوا في الدورة السادسة عشرة لمجلس الوزراء (نيودلهي ، 18-19 ديسمبر 1995) على الحاجة إلى السعي الجاد لتحقيق اتفاقية التجارة الحرة لجنوب آسيا ، ولهذه الغاية ، تم إنشاء فريق خبراء حكومي دولي (IGEG) في عام 1996 لتحديد الخطوات اللازمة للتقدم إلى منطقة التجارة الحرة. قرروا في القمة العاشرة لرابطة جنوب آسيا للتعاون الإقليمي المنعقدة في  كولومبو ، (29-31 تموز / يوليو 1998) إنشاء لجنة خبراء (COE) لصياغة إطار معاهدة شامل لإنشاء منطقة تجارة حرة داخل الرابطة، مع مراعاة التفاوتات في التنمية داخل المنطقة مع مراعاة الحاجة إلى تحديد أهداف واقعية وقابلة للتحقيق.
تم التوقيع على اتفاقية منطقة التجارة الحرة في 6 يناير 2004 خلال القمة الثانية عشرة لرابطة جنوب آسيا للتعاون الإقليمي التي عقدت في إسلام أباد ، باكستان . دخلت الاتفاقية حيز التنفيذ في 1 يناير 2006 ، وبدأ برنامج تحرير التجارة اعتبارًا من 1 يوليو 2006. وبموجب هذا الاتفاق ، سيخفض أعضاء الرابطة مهامهم إلى 20 بالمائة بحلول عام 2009. بعد دخول الاتفاقية حيز التنفيذ ، تم إنشاء المجلس الوزاري لسافتا (SMC) الذي يضم وزراء التجارة في الدول الأعضاء. في عام 2012 ، زادت صادرات رابطة جنوب آسيا للتعاون الإقليمي بشكل كبير إلى 354.6 مليار دولار من 206.7 مليار دولار في عام 2009. كما زادت الواردات أيضًا من 330 مليار دولار إلى 602 مليار دولار خلال نفس الفترة. لكن التجارة البينية للرابطة تصل إلى ما يزيد قليلاً عن 1٪ من الناتج المحلي الإجمالي لرابطة جنوب آسيا للتعاون الإقليمي. على عكس الرابطة في منظمة الآسيان (وهي في الواقع أصغر من سارك من حيث حجم الاقتصاد) ، تبلغ التجارة داخل الكتلة 10 ٪ من الناتج المحلي الإجمالي.
كان من المتصور أن تتحرك سافتا تدريجياً نحو الاتحاد الاقتصادي لجنوب آسيا ، لكن علاقة التجارة والاستثمار البينية الحالية ليست مشجعة وقد يكون من الصعب تحقيق هذا الهدف. تبلغ التجارة البينية لرابطة جنوب آسيا للتعاون الإقليمي (SAARC) خمسة بالمائة فقط من حصة التجارة البينية الإقليمية في إجمالي التجارة في جنوب آسيا . وبالمثل ، فإن الاستثمار الأجنبي المباشر ضعيف أيضًا. يبلغ تدفق الاستثمار الأجنبي المباشر داخل المنطقة حوالي 4٪ من إجمالي الاستثمار الأجنبي.
قدر بنك التنمية الآسيوي أن التجارة بين الأقاليم في منطقة رابطة جنوب آسيا للتعاون الإقليمي تمتلك إمكانية زيادة الصادرات الزراعية بمقدار 14 مليار دولار سنويًا من المستوى الحالي البالغ 8 مليار دولار إلى 22 مليار دولار. تشير الدراسة التي أجراها بنك التنمية الآسيوي إلى أنه مقابل المتوسط المحتمل للتجارة البينية الإقليمية لرابطة جنوب آسيا للتعاون الإقليمي البالغ 22 مليار دولار سنويًا ، كانت التجارة الفعلية في جنوب آسيا حوالي 8 مليارات دولار فقط. وبالتالي فإن الإمكانات غير المكتسبة للتجارة البينية الإقليمية تبلغ 14 مليار دولار سنويًا ، أي 68٪.

## نظام الإعفاء من التأشيرة
تم إطلاق مخطط الإعفاء من التأشيرة في عام 1992. أدرك القادة في القمة الرابعة (إسلام أباد ، 29-31 ديسمبر / كانون الأول 1988) أهمية التواصل بين الشعوب بين دول رابطة جنوب آسيا للتعاون الإقليمي ، وقرروا أن فئات معينة من الشخصيات المرموقة يجب أن تكون مؤهلة لوثيقة سفر خاصة. ستعفيهم الوثيقة من التأشيرات داخل المنطقة. ووفقًا لتوجيهات القمة ، ظل مجلس الوزراء قيد المراجعة بانتظام لقائمة الفئات المعنية.
وتضم القائمة حاليًا 24 فئة من الأشخاص المؤهلين ، وهي تشمل كبار الشخصيات وقضاة المحاكم العليا والبرلمانيين وكبار المسؤولين ورجال الأعمال والصحفيين والرياضيين.
يتم إصدار ملصقات التأشيرة من قبل الدول الأعضاء المعنية للفئات المعينة لذلك البلد المعين. تكون صلاحية ملصق التأشيرة عمومًا لمدة عام واحد. تتم مراجعة التنفيذ بانتظام من قبل سلطات الهجرة في الدول الأعضاء في رابطة جنوب آسيا للتعاون الإقليمي.

## الجوائز

### جائزة رابطة جنوب آسيا للتعاون الاقليمي
وافقت الدول الأعضاء في القمة الثانية عشرة (12) على جائزة الرابطة لدعم الأفراد والمنظمات في المنطقة. الأهداف الرئيسية لجائزة الرابطة هي:
- تشجيع الأفراد والمنظمات الموجودة في جنوب آسيا على تنفيذ البرامج والأنشطة التي تكمل جهود رابطة جنوب آسيا للتعاون الإقليمي.
- تشجيع الأفراد والمنظمات في جنوب آسيا على المساهمة في تحسين ظروف النساء والأطفال.
- تكريم المساهمات والإنجازات المتميزة للأفراد والمنظمات في المنطقة في مجالات السلام والتنمية والتخفيف من حدة الفقر وحماية البيئة والتعاون الإقليمي.
- تكريم أي مساهمات وإنجازات أخرى لم يتم تغطيتها أعلاه للأفراد والمنظمات في المنطقة.

تتكون جائزة الرابطة من ميدالية ذهبية وخطاب وجائزة نقدية قدرها 25000 دولار. منذ تأسيس جائزة الرابطة في عام 2004 ، تم منحها مرة واحدة فقط ومنحت الجائزة إلى الرئيس الراحل ضياء الرحمن رئيس بنغلاديش بعد وفاته.

### جائزة رابطة جنوب آسيا للتعاون الاقليمي  الأدبية

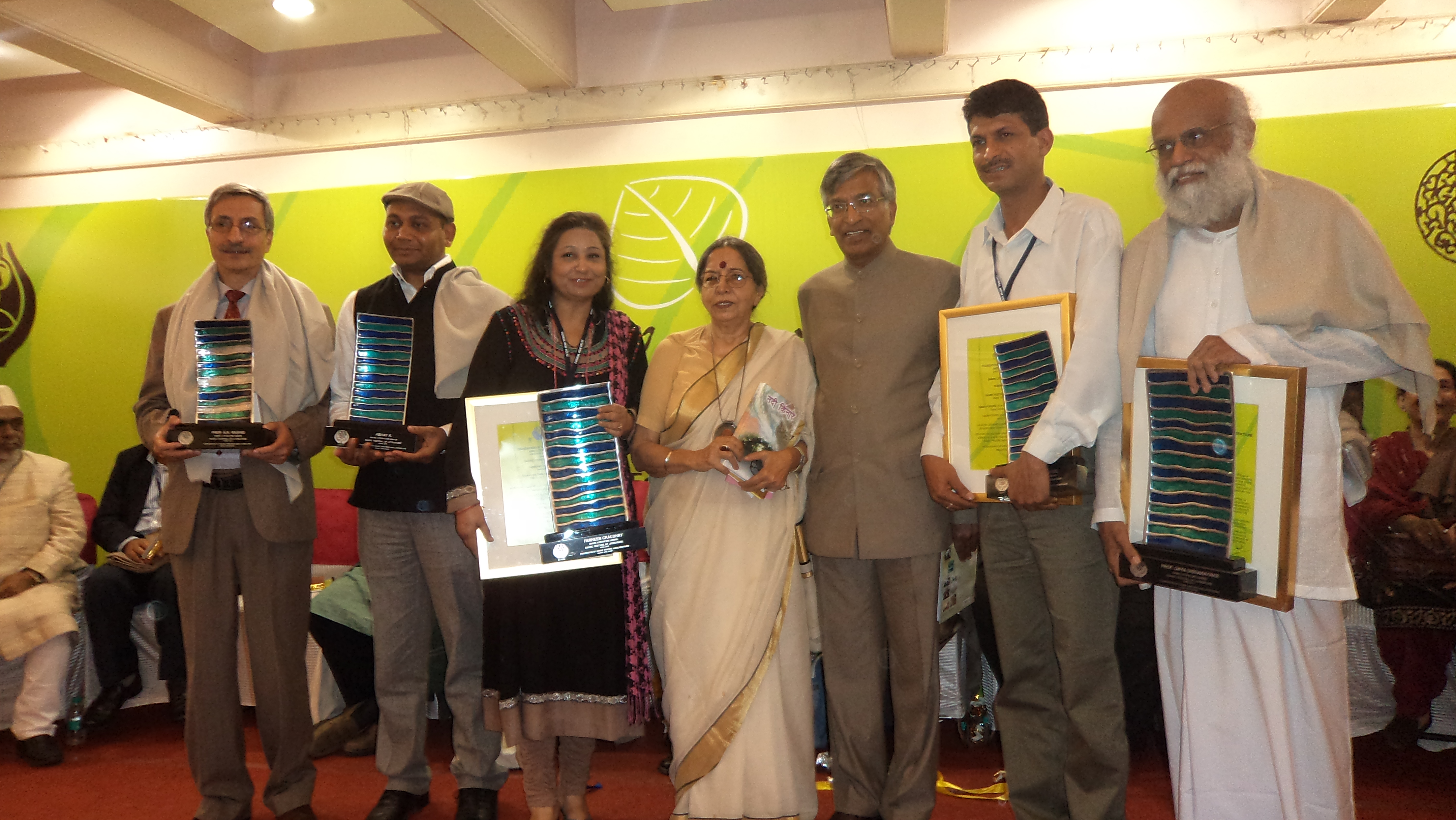
الحاصلون على جائزة رابطة جنوب آسيا للتعاون الاقليمي الأدبية 2013

جائزة رابطة جنوب آسيا للتعاون الاقليمي الأدبية هي جائزة سنوية تمنحها مؤسسة كتَّاب وأدباء رابطة جنوب آسيا للتعاون ( FOSWAL ) منذ عام 2001  وهي إحدى هيئات الرابطة الرئيسية. شمشور رحمان ، ماهاسويتا ديفي ، جيانتا ماهاباترا ، أبهي سوبيدي ، مارك تولي ، سيتاكانت ماهاباترا ، عدي براكاش ، سومان بوكريل وأبهاي كيه هم من الفائزين البارزين بهذه الجائزة.
الشاعر والمترجم النيبالي سومان بوكريل هو الشاعر /الكاتب الوحيد الذي حصل على هذه الجائزة مرتين.

### جائزة رابطة جنوب آسيا للتعاون الاقليمي للشباب
تُمنح جائزة رابطة جنوب آسيا للتعاون الاقليمي للشباب للأفراد البارزين من منطقة الرابطة. الجائزة جديرة بالملاحظة بسبب التقدير الذي تمنحه للفائز بالجائزة في منطقة الرابطة. تعتمد الجائزة على مواضيع محددة تنطبق على كل عام. تعرف الجائزة وتعزز التزام ومواهب الشباب الذين يردون الجميل للعالم بأسره من خلال مبادرات مختلفة مثل الاختراعات وحماية البيئة والإغاثة من الكوارث. المستفيدون الذين حصلوا على هذه الجائزة هم أولئك الذين كرسوا حياتهم لقضاياهم الفردية لتحسين الأوضاع في بلدانهم بالإضافة إلى تمهيد الطريق لرابطة جنوب آسيا للتعاون الاقليمي لاتباعها. تختار لجنة جائزة رابطة جنوب آسيا للتعاون الاقليمي للشباب أفضل مرشح بناءً على مزاياه وقرارهم نهائي.
الفائزون السابقون:
- 1997: خدمة اجتماعية متميزة في رعاية المجتمع - سكور سالك (بنغلاديش)
- 1998: اختراعات جديدة  - نجم حسنين شاه (باكستان)
- 2001: التصوير الإبداعي: التنوع في جنوب آسيا - مشفيق العلم (بنغلاديش)
- 2002: مساهمة بارزة في حماية البيئة - ماسيل خان (باكستان)
- 2003: اختراع في مجال الطب الشعبي - حسن شير (باكستان)
- 2004: مساهمة بارزة في زيادة الوعي بالسل و / أو فيروس نقص المناعة البشرية / الإيدز - أجيج براساد بوديال (نيبال)
- 2006: ترويج السياحة في جنوب آسيا - سيد ظفر عباس نقفي (باكستان)
- 2008: حماية البيئة في جنوب آسيا - ديباني جايانثا (سري لانكا)
- 2009: مساهمة بارزة في الأعمال الإنسانية في أعقاب الكوارث الطبيعية - رافيكانت سينغ (الهند)
- 2010: مساهمة بارزة في حماية البيئة والتخفيف من آثار تغير المناخ - أنوكا بريمروز أبيراتني (سريلانكا)

## الأمناء العامون لرابطة جنوب آسيا للتعاون الإقليمي
| #  | الاسم               | الدولة   | تولى المنصب    | ترك المنصب     |
| -- | ------------------- | -------- | -------------- | -------------- |
| 1  | أبو أحسن            | بنغلاديش | 16 يناير 1985  | 15 أكتوبر 1989 |
| 2  | كانت كيشور بهارجافا | الهند    | 17 أكتوبر 1989 | 31 ديسمبر 1991 |
| 3  | إبراهيم حسين زكي    | المالديف | 1 يناير 1992   | 31 ديسمبر 1993 |
| 4  | ياداف كانت سلوال    | نيبال    | 1 يناير 1994   | 31 ديسمبر 1995 |
| 5  | نعيم أم حسن         | باكستان  | 1 يناير 1996   | 31 ديسمبر 1998 |
| 6  | نهال رودريجو        | سريلانكا | 1 يناير 1999   | 10 يناير 2002  |
| 7  | قام رحيم            | بنغلاديش | 11 يناير 2002  | 28 فبراير 2005 |
| 8  | تشينكياب دورجي      | بوتان    | 1 مارس 2005    | 29 فبراير 2008 |
| 9  | شيل كانت شارما      | الهند    | 1 مارس 2008    | 28 فبراير 2011 |
| 10 | فاطمة ذيانا سعيد    | المالديف | 1 مارس 2011    | 11 مارس 2012   |
| 11 | احمد سليم           | المالديف | 12 مارس 2012   | 28 فبراير 2014 |
| 12 | أرجون باهادور ثابا  | نيبال    | 1 مارس 2014    | 28 فبراير 2017 |
| 13 | أمجد حسين بي سيال   | باكستان  | 1 مارس 2017    | 29 فبراير 2020 |
| 14 | إسالا ويراكون       | سريلانكا | 1 مارس 2020    | حتى الآن       |

## قمم رابطة جنوب آسيا للتعاون الاقليمي
| القمة        | التاريخ           | البلد        | المدينة    | الزعيم المضيف                |
| ------------ | ----------------- | ------------ | ---------- | ---------------------------- |
| الأولى       | 7-8 ديسمبر 1985   | بنغلاديش     | دكا        | أتور الرحمن خان              |
| الثانية      | 16-17 نوفمبر 1986 | الهند        | بنغالور    | راجيف غاندي                  |
| الثالثة      | 2-4 نوفمبر 1987   | نيبال        | كاتماندو   | الملك بيرندرا بير بيكرام شاه |
| الرابعة      | 29-31 ديسمبر 1988 | باكستان      | اسلام آباد | بينظير بوتو                  |
| الخامسة      | 21-23 نوفمبر 1990 | جزر المالديف | ماليه      | مأمون عبد القيوم             |
| السادسة      | 21 ديسمبر 1991    | سيريلانكا    | كولومبو    | راناسينغ بريماداسا           |
| السابعة      | 10-11 أبريل 1993  | بنغلاديش     | دكا        | خالدة ضياء                   |
| الثامنة      | 2-4 مايو 1995     | الهند        | نيو دلهي   | بي في ناراسيمها راو          |
| التاسعة      | 12-14 مايو 1997   | جزر المالديف | ماليه      | مأمون عبد القيوم             |
| العاشرة      | 29-31 يوليو 1998  | سيريلانكا    | كولومبو    | شاندريكا كوماراتونجا         |
| الحادية عشرة | 4 - 6 يناير 2002  | نيبال        | كاتماندو   | شير بهادور ديوبا             |
| الثانية عشرة | 2-6 يناير 2004    | باكستان      | اسلام آباد | ظفر الله خان جمالي           |
| الثالثة عشرة | 12-13 نوفمبر 2005 | بنغلاديش     | دكا        | خالدة ضياء                   |
| الرابعة عشرة | 3-4 أبريل 2007    | الهند        | نيو دلهي   | مانموهان سينغ                |
| الخامسة عشرة | 1–3 أغسطس 2008    | سيريلانكا    | كولومبو    | ماهيندا راجاباكسا            |
| السادسة عشرة | 28-29 أبريل 2010  | بوتان        | تيمفو      | جيغمي ثينلي                  |
| السابعة عشرة | 10-11 نوفمبر 2011 | جزر المالديف | اضيفك      | محمد نشيد                    |
| الثامنة عشرة | 26–27 نوفمبر 2014 | نيبال        | كاتماندو   | سوشيل كويرالا                |
| التاسعة عشرة | 15-16 نوفمبر 2016 | باكستان      | اسلام آباد | ألغيت                        |

## القادة الحاليون لرابطة جنوب آسيا للتعاون الإقليمي

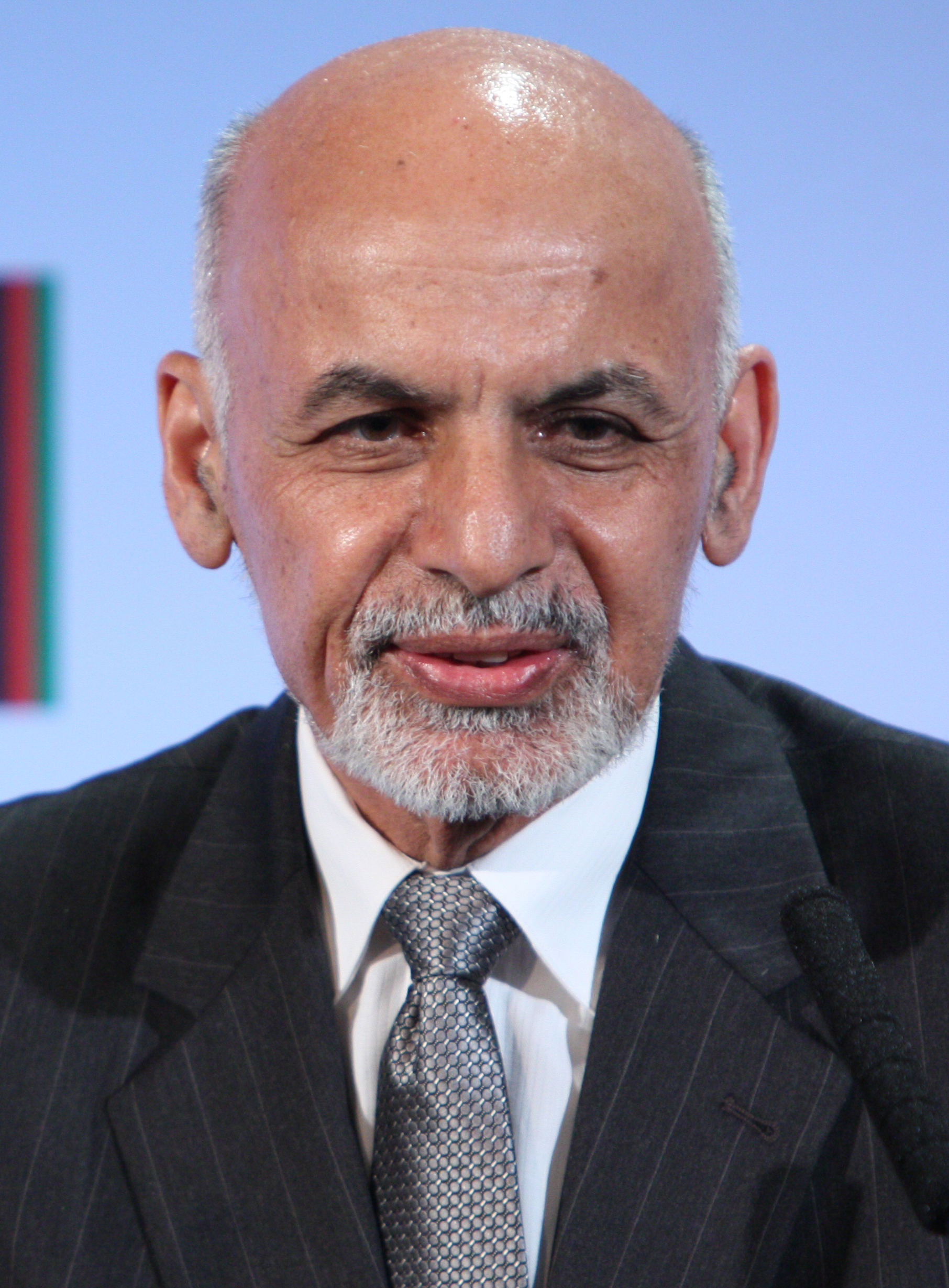
أفغانستان الرئيس أشرف غني
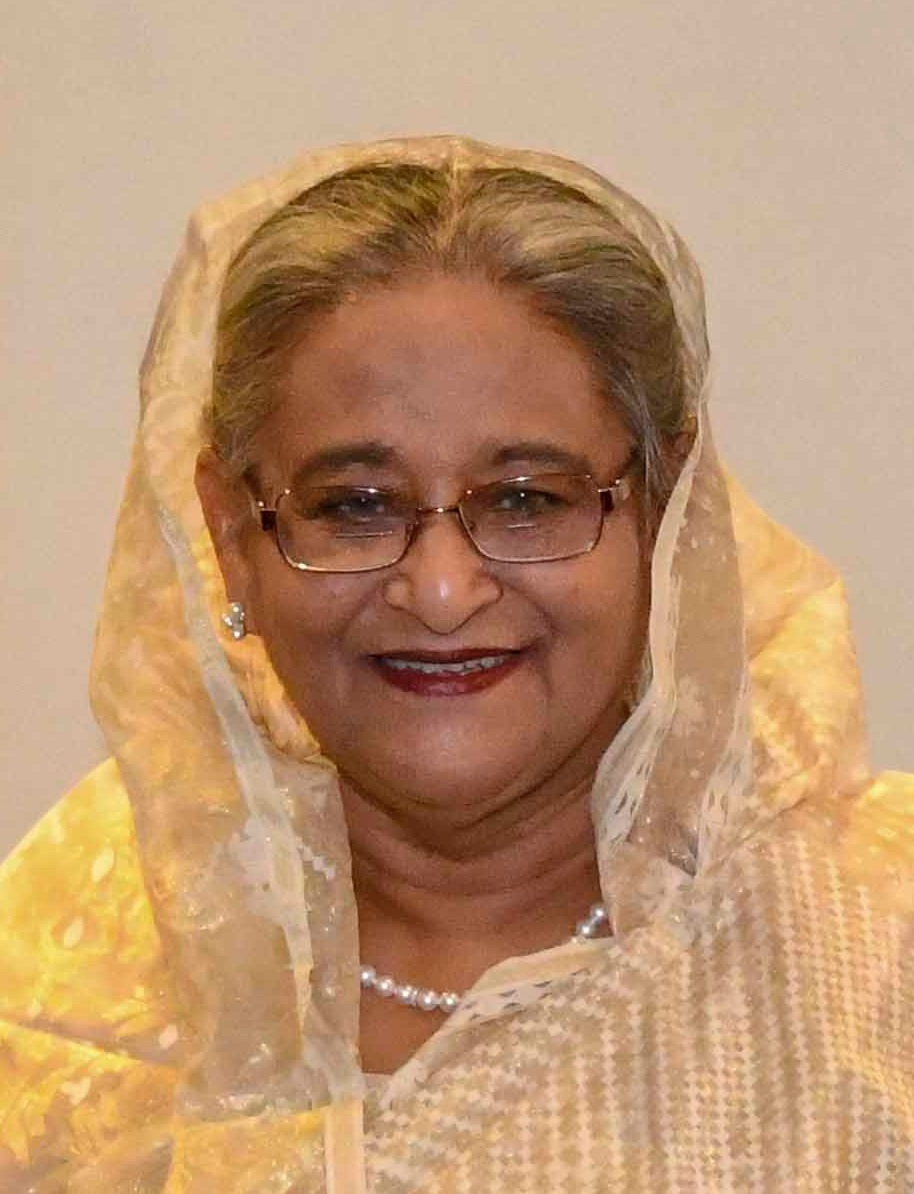
بنغلاديش رئيسة الوزراء الشيخة حسينة
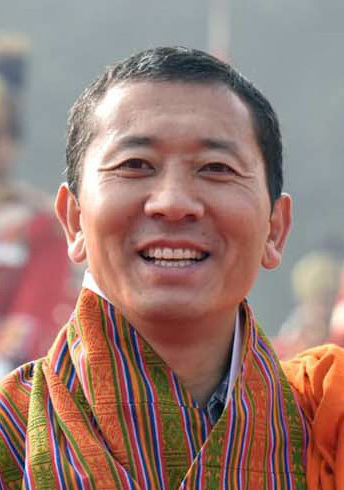
بوتان رئيس الوزراء لوتاي تشيرينج
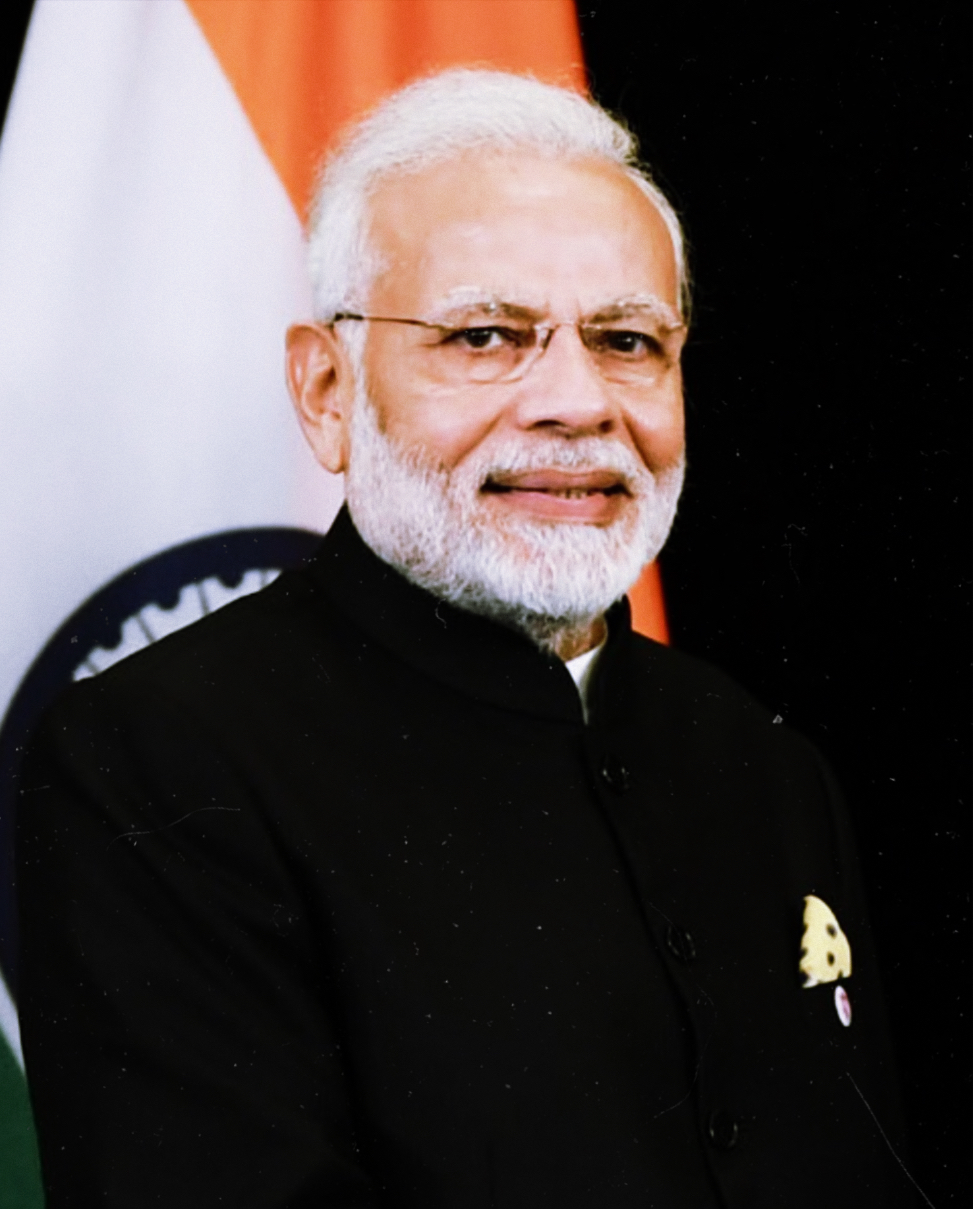
الهند رئيس الوزراء ناريندرا مودي
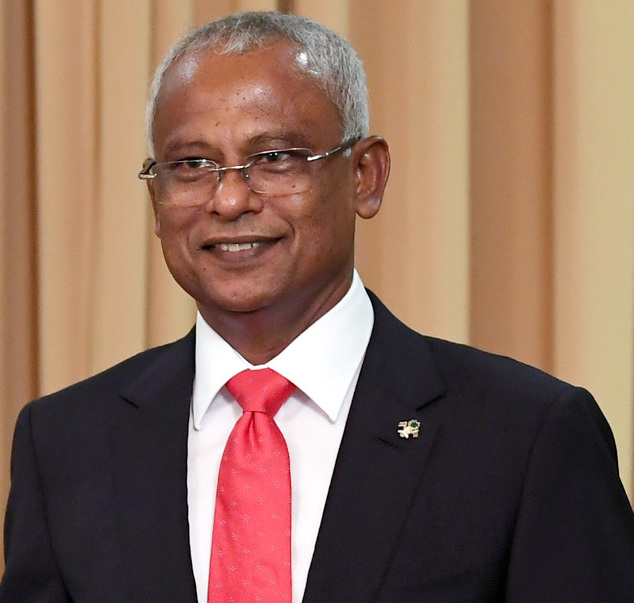
المالديف الرئيس إبراهيم محمد صلح
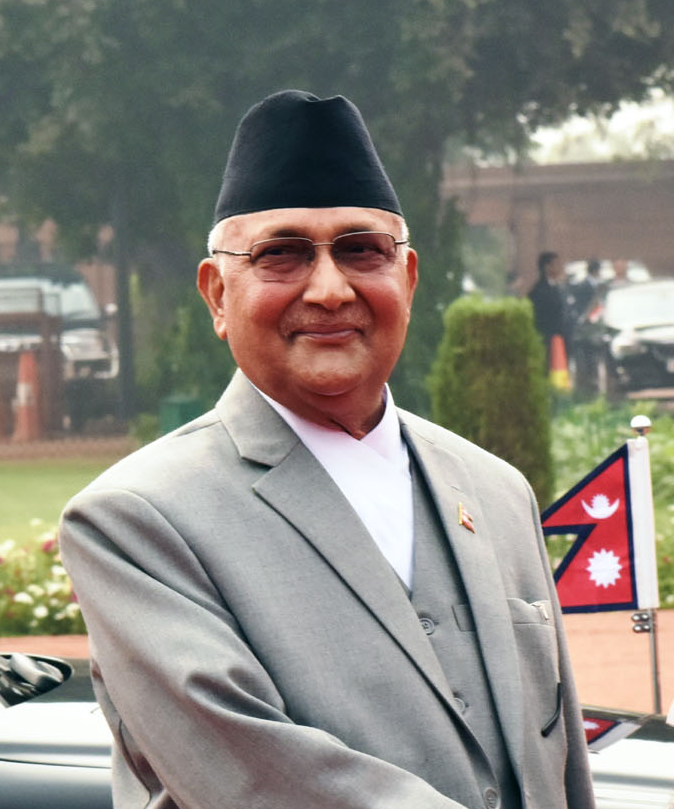
نيبال رئيس الوزراء كي بي شارما أولي
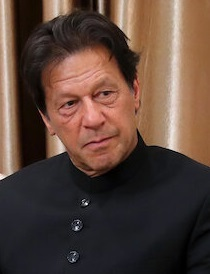
باكستان رئيس الوزراء عمران خان
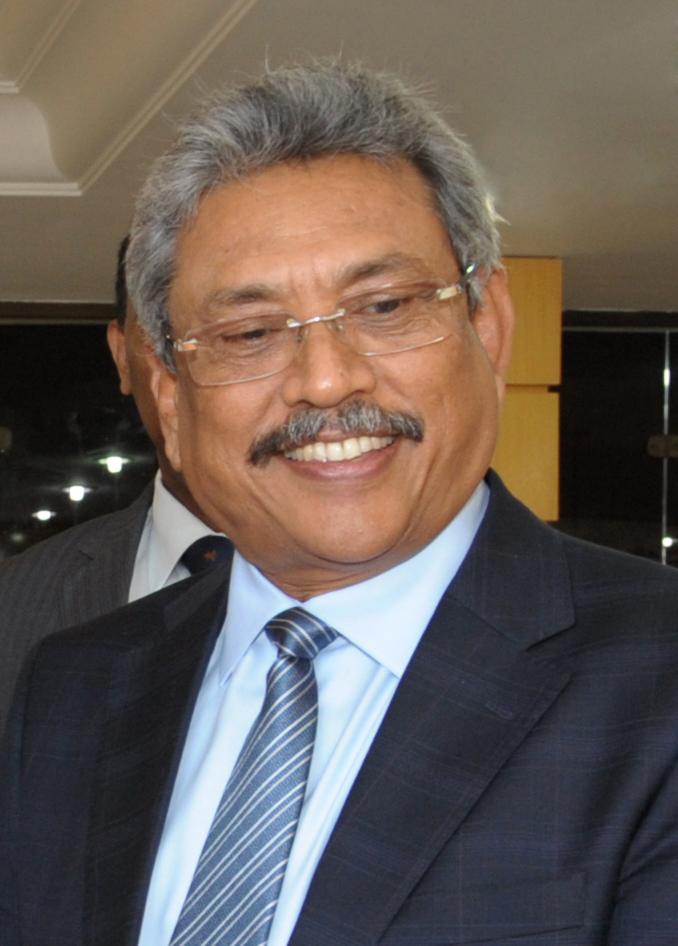
سريلانكا الرئيس غوتابايا راجاباكسا

### القادة الحاليون
| الدولة    | الرئيس                          | رئيس الوزراء      |
| --------- | ------------------------------- | ----------------- |
| أفغانستان | أشرف غني                        |                   |
| بنغلاديش  | محمد عبد الحامد                 | الشيخة حسينة      |
| بوتان     | الملك جيغمه خيسار نمجيل وانغشاك | لوتاي تشيرينج     |
| الهند     | رام نات كوفيند                  | ناريندرا مودي     |
| المالديف  | إبراهيم محمد صلح                |                   |
| نيبال     | بيديا ديفي بنداري               | كي بي شارما أولي  |
| باكستان   | عارف علوي                       | عمران خان         |
| سريلانكا  | غوتابايا راجاباكسا              | ماهيندا راجاباكشا |

## روابط خارجية
- الموقع الرسمي